# Liste der Wappen mit dem Polarlicht
Die Liste enthält Wappen mit der gemeinen Wappenfigur Polarlicht.
| Wappen | Status                    | Name             | Provinz/Oblast     | Land     | Besonderheiten, Anmerkungen |
| ------ | ------------------------- | ---------------- | ------------------ | -------- | --------------------------- |
|        | Stadt                     | Kuusamo          | Nordösterbotten    | Finnland |                             |
|        | Stadt                     | Rovaniemi        | Lappland           | Finnland |                             |
|        | Stadt                     | Utsjoki          | Lappland           | Finnland |                             |
|        | Stadt                     | Tumanny          | Oblast Murmansk    | Russland | Vorschlag                   |
|        | kreisfreie Stadt          | Gadschijewo      | Oblast Murmansk    | Russland |                             |
|        | Kleinstadt                | Poljarnyje Sori  | Oblast Murmansk    | Russland | Version 1995                |
|        | Stadt                     | Saosjorsk        | Oblast Murmansk    | Russland | Vorschlag                   |
|        | geschlossene Stadt        | Sapoljarny       | Oblast Murmansk    | Russland | Vorschlag                   |
|        | Stadt                     | Seweromorsk      | Oblast Murmansk    | Russland | Flagge                      |
|        | Siedlung                  | Widjajewo        | Oblast Murmansk    | Russland | Version 2004                |
|        | Stadt                     | Apatity          | Oblast Murmansk    | Russland |                             |
|        | Stadt                     | Rosljakowo       | Oblast Murmansk    | Russland |                             |
|        | Stadt                     | Umba             | Oblast Murmansk    | Russland |                             |
|        | Marinebasis               | Olenja Guba      | Oblast Murmansk    | Russland | bei Gadschijewo             |
|        | Stadt                     | Murmansk         | Oblast Murmansk    | Russland | altes Wappen 1968–2004      |
|        | Siedlung städtischen Typs | Murmaschi        | Oblast Murmansk    | Russland |                             |
|        | Stadt                     | Liinahammari     | Oblast Murmansk    | Russland |                             |
|        |                           | Warsuga          | Oblast Murmansk    | Russland | Vorschlag 2006              |
|        |                           | Rajakoski        | Oblast Murmansk    | Russland |                             |
|        | Siedlung städtischen Typs | Nikel            | Oblast Murmansk    | Russland |                             |
|        | Kleinstadt                | Ostrownoi        | Oblast Murmansk    | Russland |                             |
|        | Oblast                    | Murmansk, Oblast | Oblast Murmansk    | Russland | Version 2004                |
|        | Siedlung                  | Qeqertarsuaq     | Kommune Qeqertalik | Grönland |                             |